# Epinotia
Epinotia es un género de polillas de la familia Tortricidae.

## Especies
- Epinotia abbreviana (Fabricius, 1794)
- Epinotia abnormana Kuznetzov, 1973
- Epinotia absconditana (Walker, 1863)
- Epinotia aciculana Falkovitsh, 1965
- Epinotia albangulana (Walsingham, 1879)
- Epinotia albicapitana (Kearfott, 1907)
- Epinotia albiguttata (Oku, 1974)
- Epinotia algeriensis Chambon in Chambon, Fabre & Khemeci, 1990
- Epinotia aquila Kuznetzov, 1968
- Epinotia araea Diakonoff, 1983
- Epinotia arctostaphylana (Kearfott, 1904)
- Epinotia aridos Freeman, 1960
- Epinotia atacta Diakonoff, 1992
- Epinotia autonoma Falkovitsh, 1965
- Epinotia autumnalis Oku, 2005
- Epinotia balsameae Freeman, 1965
- Epinotia biangulana (Walsingham, 1879)
- Epinotia bicolor (Walsingham, 1900)
- Epinotia bicordana Heinrich, 1923
- Epinotia bigemina Heinrich, 1923
- Epinotia bilunana
- Epinotia bricelus Diakonoff, 1992
- Epinotia brunnichana
- Epinotia bushiensis Kawabe, 1980
- Epinotia canthonias (Meyrick, 1920)
- Epinotia caprana (Fabricius, 1798)
- Epinotia castaneana (Walsingham, 1895)
- Epinotia cedricida Diakonoff, 1969
- Epinotia celtisana (Riley, 1881)
- Epinotia cercocarpana (Dyar, 1903)
- Epinotia chloana Razowski & Wojtusiak, 2006
- Epinotia chloizans Razowski & Wojtusiak, 2006
- Epinotia cineracea Nasu, 1991
- Epinotia cinereana Haworth, 1811
- Epinotia clasta Diakonoff, 1983
- Epinotia columbia (Kearfott, 1904)
- Epinotia contrariana (Christoph, 1882)
- Epinotia corylana McDunnough, 1925
- Epinotia coryli Kuznetzov, 1970
- Epinotia crenana (Hübner, [1817])
- Epinotia criddleana (Kearfott, 1907)
- Epinotia cruciana – willow tortrix
- Epinotia cuphulana (Herrich-Schäffer, 1851)
- Epinotia dalmatana (Rebel, 1891)
- Epinotia demarniana
- Epinotia densiuncaria Kuznetzov, 1985
- Epinotia deruptana Kennel, 1901
- Epinotia digitana Heinrich, 1923
- Epinotia dorsifraga Diakonoff, 1970
- Epinotia emarginana (Walsingham, 1879)
- Epinotia ethnica Heinrich, 1923
- Epinotia evidens Kuznetzov, 1971
- Epinotia exquisitana (Christoph, 1882)
- Epinotia festivana (Hübner, [1799])
- Epinotia fraternana (Haworth, [1811])
- Epinotia fujisawai Kawabe, 1993
- Epinotia fumoviridana Heinrich, 1923
- Epinotia gimmerthaliana (Friederike Lienig y Zeller, 1846)
- Epinotia granitana (Herrich-Schäffer, 1851)
- Epinotia granitalis (Butler, 1881)
- Epinotia hamptonana (Kearfott, 1875)
- Epinotia hesperidana Kennel, 1921
- Epinotia heucherana Heinrich, 1923
- Epinotia hopkinsana (Kearfott, 1907)
- Epinotia huroniensis Brown, 1980
- Epinotia hypsidryas (Meyrick, 1925)
- Epinotia illepidosa (Razowski & Wojtusiak, 2006)
- Epinotia immaculata Peiu & Nemes, 1968
- Epinotia immundana
- Epinotia improvisana Heinrich, 1923
- Epinotia infessana (Walsingham, 1900)
- Epinotia infuscana (Walsingham, 1879)
- Epinotia intermissa (Meyrick, 1931)
- Epinotia javierana Razowski & Pelz, 2007
- Epinotia johnsonana (Kearfott, 1907)
- Epinotia kasloana McDunnough, 1925
- Epinotia keiferana Lange, 1937
- Epinotia ketamana (Amsel, 1956)
- Epinotia kochiana (Herrich-Schäffer, 1851)
- Epinotia lanceata Razowski, 1999
- Epinotia lindana – diamondback epinotia moth
- Epinotia lomonana (Kearfott, 1907)
- Epinotia maculana
- Epinotia madderana (Kearfott, 1907)
- Epinotia majorana (Caradja, 1916)
- Epinotia medioplagata (Walsingham, 1895)
- Epinotia medioviridana (Kearfott, 1908)
- Epinotia melanosticta (Wileman & Stringer, 1929)
- Epinotia mercuriana
- Epinotia meritana Heinrich, 1923
- Epinotia miscana (Kearfott, 1907)
- Epinotia mniara Diakonoff, 1992
- Epinotia momonana (Kearfott, 1907)
- Epinotia monticola Kawabe, 1993
- Epinotia myricana McDunnough, 1933
- Epinotia nanana
- Epinotia nemorivaga (Tengstrom, 1848)
- Epinotia nigralbana (Walsingham, 1879)
- Epinotia nigralbanoidana McDunnough, 1929
- Epinotia nigricana (Herrich-Schäffer, 1851)
- Epinotia nigristriana Budashkin & Zlatkov, 2011
- Epinotia nigrovenata Razowski & Pelz, 2010
- Epinotia nisella (Clerck, 1759)
- Epinotia niveipalpa Razowski, 2009
- Epinotia nonana (Kearfott, 1907)
- Epinotia normanana Kearfott, 1907
- Epinotia notoceliana Kuznetzov, 1985
- Epinotia parki Bae, 1997
- Epinotia pentagonana Kennel, 1901
- Epinotia penthrana Bradley, 1965
- Epinotia phyloeorrhages Diakonoff, 1970
- Epinotia piceae (Issiki in Issiki & Mutuura, 1961)
- Epinotia piceicola Kuznetzov, 1970
- Epinotia pinicola Kuznetzov, 1969
- Epinotia plumbolineana Kearfott, 1907
- Epinotia pullata (Falkovitsh in Danilevsky, Kuznetsov & Falkovitsh, 1962)
- Epinotia pulsatillana (Dyar, 1903)
- Epinotia purpuriciliana (Walsingham, 1879)
- Epinotia pusillana
- Epinotia pygmaeana – pygmy needle tortricid
- Epinotia radicana (Heinrich, 1923)
- Epinotia ramella
- Epinotia rasdolnyana (Christoph, 1882)
- Epinotia rectiplicana (Walsingham, 1879)
- Epinotia removana McDunnough, 1935
- Epinotia rubiginosana
- Epinotia rubricana Kuznetzov, 1968
- Epinotia ruidosana Heinrich, 1923
- Epinotia sagittana McDunnough, 1925
- Epinotia salicicolana Kuznetzov, 1968
- Epinotia seorsa Heinrich, 1924
- Epinotia septemberana Kearfott, 1907
- Epinotia signatana
- Epinotia signiferana Heinrich, 1923
- Epinotia silvertoniensis Heinrich, 1923
- Epinotia slovacica Patocka & Jaro, 1991
- Epinotia solandriana
- Epinotia solicitana (Walker, 1863)
- Epinotia sordidana
- Epinotia sotipena Brown, 1987
- Epinotia sperana McDunnough, 1935
- Epinotia subocellana (Donovan, [1806])
- Epinotia subplicana (Walsingham, 1879)
- Epinotia subsequana (Haworth, [1811])
- Epinotia subuculana Rebel, 1903
- Epinotia subviridis Heinrich, 1929
- Epinotia tedella
- Epinotia tenebrica Razowski & Wojtusiak, 2006
- Epinotia tenerana
- Epinotia terracoctana (Walsingham, 1879)
- Epinotia tetraquetrana (Haworth, [1811])
- Epinotia thaiensis Kawabe, 1995
- Epinotia thapsiana (Zeller, 1847)
- Epinotia tianshanensis Liu & Nasu, 1993
- Epinotia transmissana (Walker, 1863)
- Epinotia trigonella (Linnaeus, 1758)
- Epinotia trossulana (Walsingham, 1879)
- Epinotia tsugana Freeman, 1967
- Epinotia tsurugisana Oku, 2005
- Epinotia ulmi Kuznetzov, 1966
- Epinotia ulmicola Kuznetzov, 1966
- Epinotia unisignana Kuznetzov, 1962
- Epinotia vagana Heinrich, 1923
- Epinotia vertumnana (Zeller, 1875)
- Epinotia vorana (Strand, 1920)
- Epinotia walkerana (Kearfott, 1907)
- Epinotia xandana (Kearfott, 1907)
- Epinotia xyloryctoides Diakonoff, 1992
- Epinotia yoshiyasui Kawabe, 1989
- Epinotia zamorata Razowski, 1999
- Epinotia zandana (Kearfott, 1907)